# Maya (begrip)
Maya (Sanskriet माया, IAST: māyā, illusie, magie) is in het hindoeïsme en het boeddhisme de sluier van illusies. Beide religies wijzen erop dat de mens meestal een wereldbeeld heeft dat ver van de werkelijkheid af staat, zodat het de mens belet inzicht te hebben. Dit onwerkelijke beeld is het resultaat van materiële waarneming via de zintuigen (empirisme) en een foute interpretatie ervan. Omdat de mens hierdoor door een sluier van illusies is omgeven, wordt de ware toestand van de wereld aan het zicht onttrokken. Zowel het hindoeïsme als het boeddhisme gaan ervan uit dat deze toestand van onwetendheid (avidya) de mens verhindert het ware geluk te vinden. De maya kan worden opgeheven door onder andere meditatie.
De Boeddha verwees met het begrip maya meer specifiek naar het bewustzijn, wat volgens hem als een goocheltruc is: wanneer men het niet begrijpt, denkt men dat het substantieel is, maar wanneer men het onderzoekt blijkt het zonder essentie. Dit is ook zo voor het lichaam, gevoelens, percepties en vormingen (de andere vijf khandhas). Uiteindelijk is er alleen het Niet-Zelf (Ledigheid), de enige, ware bestaansvorm. Inzicht in het Niet-Zelf brengt bevrijding of verlichting.